# Ella Van Kerkhoven
Ella Van Kerkhoven, född den 20 november 1993, är en belgisk fotbollsspelare.

## Karriär
Ella Van Kerkhoven inledde sin seniorkarriär i Oud-Heverlee Leuven år 2012. Hon har även spelat för bland annat RSC Anderlecht och Inter Milan innan hon kontrakterades av Feyenoord år 2024. Hon har även representerat det belgiska damlandslaget där hon debuterade år 2018.